# Мій театр
«Мій театр» — радянський телефільм 1989 року, знятий режисером Геннадієм Карюком на Творчому об'єднанні «Екран».

## Сюжет
Музичний фільм-концерт про театр співачки Олени Камбурової. У фільмі звучать пісні композиторів: В. Дашкевича, Г. Гладкова, Ю. Саульського, С. Нікітіна тощо.

## У ролях
- Олена Камбурова — головна роль
- В. Леві — роль другого плану
- О. Сінкін — роль другого плану
- А. Виницький — роль другого плану
- І. Кузнецов — роль другого плану
- А. Купавський — роль другого плану
- В. Медведєв — роль другого плану

## Знімальна група
- Режисер — Геннадій Карюк
- Сценаристи — Софія Давидова, Геннадій Карюк
- Оператор — Геннадій Карюк
- Художники — Геннадій Бабуров, Віталій Степанов